# Щанс (Швейцария)
Щанс (на немски: Stans) е курортен град в Централна Швейцария. Главен административен център на кантон Нидвалден. Разположен е близо до южния бряг на езерото Фирвалдщетското езеро на около 100 km на изток от столицата Берн. Първите сведения за града като населено място датират от 1172 г. Има жп гара. Населението му е 7789 души по данни от преброяването през 2008 г.